# Klovnens Hjerte
Klovnens Hjerte (originaltitel: The Magic Flame) er en amerikansk stumfilm fra 1927 der blev instrueret af Henry King og produceret af Samuel Goldwyn. Manuskriptet er baseret på skuespillet König Harlekin af Rudolph Lothar.
For sit arbejde på denne film, Djævledanserinden og Sadie, var filmfotografen George Barnes nomineret til den første Oscar for bedste fotografering ved Oscaruddelingen 1929.

## Eksterne Henvisninger
- Klovnens Hjerte på Internet Movie Database (engelsk)
- Klovnens Hjerte på MovieMeter (nederlandsk)
- Klovnens Hjerte på AllMovie (engelsk)
- Klovnens Hjerte hos American Film Institute (engelsk)
- Klovnens Hjerte på Turner Classic Movies (engelsk)
- Klovnens Hjerte på The Movie Database (engelsk)